# Collegio plurinominale Puglia - 01 (Senato della Repubblica 2017)
Il collegio elettorale plurinominale Puglia - 01 è stato un collegio elettorale plurinominale della Repubblica Italiana per l'elezione del Senato tra il 2017 ed il 2022.

## Territorio
Come previsto dalla legge elettorale italiana del 2017, il collegio era stato definito tramite decreto legislativo all'interno della circoscrizione Puglia.
Il collegio comprendeva la zona definita dai quattro collegi uninominali Puglia - 01 (Bari), Puglia - 02 (Altamura), Puglia - 03 (Andria) e Puglia - 08 (Foggia).

## Dati elettorali

### XVIII legislatura
Come previsto dalla legge elettorale, 193 senatori erano eletti in 33 collegi plurinominali con ripartizione proporzionale a livello regionale tra le coalizioni e le singole liste che avessero superato la soglia di sbarramento stabilita.
Nel collegio venivano eletti 10 senatori.
| Liste          | Liste                                | Proporzionale | Proporzionale | Proporzionale | Maggioritario | Maggioritario | Maggioritario |  |
| Liste          | Liste                                | Voti          | %             | Seggi         | Voti          | %             | Seggi         |  |
| -------------- | ------------------------------------ | ------------- | ------------- | ------------- | ------------- | ------------- | ------------- |  |
|                | Movimento 5 Stelle                   | 429 058       | 45,48         | 3             | 429 058       | 45,48         | 4             |  |
|                | Forza Italia                         | 185 015       | 19,61         | 2             | 298 495       | 31,64         | –             |  |
|                | Lega                                 | 58 862        | 6,24          | –             | 298 495       | 31,64         | –             |  |
|                | Fratelli d'Italia                    | 34 412        | 3,65          | –             | 298 495       | 31,64         | –             |  |
|                | Noi con l'Italia – UDC               | 20 206        | 2,14          | –             | 298 495       | 31,64         | –             |  |
|                | Partito Democratico                  | 132 469       | 14,04         | 1             | 156 277       | 16,57         | –             |  |
|                | +Europa                              | 10 849        | 1,15          | –             | 156 277       | 16,57         | –             |  |
|                | Civica Popolare                      | 7 029         | 0,75          | –             | 156 277       | 16,57         | –             |  |
|                | Italia Europa Insieme                | 5 930         | 0,63          | –             | 156 277       | 16,57         | –             |  |
|                | Liberi e Uguali                      | 28 076        | 2,98          | –             | 28 076        | 2,98          | –             |  |
|                | Potere al Popolo!                    | 8 177         | 0,87          | –             | 8 177         | 0,87          | –             |  |
|                | Il Popolo della Famiglia             | 7 097         | 0,75          | –             | 7 097         | 0,75          | –             |  |
|                | Italia agli Italiani (FN - MSFT)     | 5 995         | 0,64          | –             | 5 995         | 0,64          | –             |  |
|                | CasaPound                            | 5 448         | 0,58          | –             | 5 448         | 0,58          | –             |  |
|                | Partito Comunista                    | 3 259         | 0,35          | –             | 3 259         | 0,35          | –             |  |
|                | Partito Repubblicano Italiano – ALA  | 771           | 0,08          | –             | 771           | 0,08          | –             |  |
|                | Lista del Popolo per la Costituzione | 746           | 0,08          | –             | 746           | 0,08          | –             |  |
| Totale         | Totale                               | 943 399       | 100           | 6             | 943 399       | 100           | 4             |  |
|                |                                      |               |               |               |               |               |               |  |
| Schede bianche | Schede bianche                       | 10 561        | 1,08          |               |               |               |               |  |
| Schede nulle   | Schede nulle                         | 22 232        | 2,28          |               |               |               |               |  |
| Votanti        | Votanti                              | 976 192       | 68,43         |               |               |               |               |  |
| Elettori       | Elettori                             | 1 426 502     |               |               |               |               |               |  |

## Eletti

### Eletti maggioritario
| Collegio uninominale | Eletto | Eletto              | Partito |
| -------------------- | ------ | ------------------- | ------- |
| 1. Bari              |        | Gianmauro Dell'Olio | M5S     |
| 2. Altamura          |        | Angela Piarulli     | M5S     |
| 3. Andria            |        | Ruggiero Quarto     | M5S     |
| 8. Foggia            |        | Marco Pellegrini    | M5S     |

### Eletti proporzionale
| Movimento 5 Stelle                                  | Forza Italia                      | Partito Democratico |
| --------------------------------------------------- | --------------------------------- | ------------------- |
|                                                     |                                   |                     |
| Lello Ciampolillo Gisella Naturale Vincenzo Garruti | Dario Damiani Anna Carmela Minuto | Assuntela Messina   |

1. ↑  In data 05.02.2020 aderisce al gruppo misto, non iscritti.
2. ↑  Annullata l'elezione in data 02.12.2021, le subentra in pari data Michele Boccardi nel collegio plurinominale Puglia - 02.